# 앙케의 영웅들
"앙케의 영웅들"은 한국에서 제작된 김묵 감독의 1973년 영화이다. 김진규 등이 주연으로 출연하였고 주동진 등이 제작에 참여하였다.

## 출연

### 주연
- 김진규
- 이대영
- 윤양하